# Berriatua
Berriatua és un municipi de Biscaia, a la comarca de Lea-Artibai

## Topònim
En el s. XII diversos cavallers d'aquesta localitat van erigir l'església de San Pedro de Berriatua, ja que l'església de Santa María de Lekeitio, de la qual eren feligresos, els quedava lluny. El lloc triat va ser el de l'ermita de San Pedro i la nova parròquia va prendre la seva advocació. La creació de l'església va suposar també el naixement de l'anteiglesia com a tal. El probable significat etimològic de Berriatua és el renovat. Berri significa nou en basc, dient-se barri en el dialecte biscaí. Berritu o barritu és un verb que significa renovar, repetir o refer. L'expressió berritua o barritua significa el renovat, repetit o refet. La major part dels autors que han estudiat aquest topònim han coincidit en donar-li aquest significat etimològic.
Koldo Mitxelena així ho va fer en el seu llibre Cognoms Bascos. Suposant que fos certa aquesta etimologia, cap suposar que el terme berritua es referís a l'església parroquial de San Pedro que va ser erigida sobre una ermita anterior. No obstant això no hi ha proves de la validesa d'aquesta afirmació. El nom de la anteiglesia va quedar fixat com Berriatúa (San Pedro de Berriatua en la seva forma més completa). Aquest és el nom formal de la localitat en espanyol. En euskera el nom formal és Berriatua (sense titlla), ja que segons l'ortografia moderna d'aquest idioma no existeixen titlles. L'Euskaltzaindia indica a més que la -a final de Berriatua ha de considerar-se un article a l'hora de declinar el nom. En 1999 l'ajuntament va oficialitzar Berriatua com a nom oficial del municipi.

## Persones il·lustres
- Jon Ansotegi Gorostola: Jugador de la Reial Societat.
- Julen Bereikua Elordi: Puntista professional.
- Felix Espilla: Puntista professional.
- Aritz Iparragirre: Concursant del programa d'ETB 1 "Erletxea"